# Campeonato Paranaense de Futebol de 1967
O Campeonato Paranaense de Futebol teve sua 53.ª edição em 1967 . Esta edição contou com a participação de doze times jogando entre si em um único grupo. O campeonato começou em 20 de maio de 1967 e acabou em 19 de dezembro do mesmo ano.
Nos 135 jogos da competição foram marcados 327 gols, tendo uma média de 2,42 gols por partida. Ao marcar 12 gols Servilho, do Jandaia E.C., conquistou a artilharia do campeonato.
Em 1967 o Campeonato Paranaense apresentou uma média de 2.873 pagantes nos estádios. .
Ao final da competição o alviverde E.C. Água Verde conquistou o primeiro título estadual de sua história e o último título com esta denominação, pois em 1971 o clube passaria a ser chamado de Esporte Clube Pinheiros 

## Participantes
| Equipe                                   | Cidade         | Região                            | No ano anterior                                                       | Estádio                          | Capacidade | Títulos                                           | Participações |
| ---------------------------------------- | -------------- | --------------------------------- | --------------------------------------------------------------------- | -------------------------------- | ---------- | ------------------------------------------------- | ------------- |
| Esporte Clube Água Verde                 | Curitiba       | Região Metropolitana de Curitiba  | Décimo Lugar                                                          | Estádio Orestes Thá              | --         | 0 (não possui)                                    | 26            |
| Ferroviário                              | Curitiba       | Região Metropolitana de Curitiba  | Campeão                                                               | Estádio Durival Britto e Silva   | --         | 8 (1937, 1938, 1944, 1948, ,1950,1953,1965,1966 ) | 28            |
| Coritiba Foot Ball Club                  | Curitiba       | Região Metropolitana de Curitiba  | Sétimo Lugar                                                          | Estádio Belfort Duarte           | --         | 17 (último em 1960)                               | 45            |
| Clube Atlético Paranaense                | Curitiba       | Região Metropolitana de Curitiba  | Quinto Lugar                                                          | Estádio Joaquim Américo          | --         | 10 (último em 1958)                               | 35            |
| Clube Atlético Primavera                 | Curitiba       | Região Metropolitana de Curitiba  | Nono Lugar                                                            | Estádio João Loprete Frega       | --         | 0 (não possui)                                    | 7             |
| Clube Atlético Seleto                    | Paranaguá      | Litoral Paranaense                | Décimo Primeiro Lugar                                                 | Estradinha                       | --         | 0 (não possui)                                    | 7             |
| Grêmio Esportivo Recreativo de Apucarana | Apucarana      | Microrregião de Apucarana         | Oitavo Lugar                                                          | Estádio Bom Jesus da Lapa        | --         | 0 (não possui)                                    | 9             |
| Londrina Futebol e Regatas               | Londrina       | Microrregião de Londrina          | Sexto Lugar                                                           | Estádio do Café                  | --         | 1 (1962)                                          | 9             |
| Grêmio Esportivo Maringá                 | Maringá        | Microrregião de Maringá           | Quarto Lugar                                                          | Estádio Willie Davids            | --         | 2 (1963,1964)                                     | 6             |
| São Paulo Futebol Clube                  | Londrina       | Microrregião de Londrina          | Terceiro Lugar                                                        | Estádio Vitorino Gonçalves Dias  | --         | 0 (não possui)                                    | 4             |
| União Bandeirante Futebol Clube          | Bandeirantes   | Microrregião de Cornélio Procópio | Vice Campeão                                                          | Estádio Comendador Luís Meneghel | --         | 0 (não possui)                                    | 3             |
| Jandaia Esporte Clube                    | Jandaia do Sul | Microrregião de Apucarana         | Campeão do Campeonato Paranaense de Futebol de 1966 - Segunda Divisão | Estádio Hermínio Vignoli         | --         | 0 (não possui)                                    | 3             |

## Classificação Final
| Pos. | Clube                                   | Cidade         |
| ---- | --------------------------------------- | -------------- |
| 1    | Esporte Clube Água Verde                | Curitiba       |
| 2    | Grêmio Esportivo Maringá                | Maringá        |
| 3    | Coritiba Foot Ball Club                 | Curitiba       |
| 4    | Clube Atlético Ferroviário              | Curitiba       |
| 5    | União Bandeirante Futebol Clube         | Bandeirantes   |
| 6    | Londrina de Futebol e Regatas           | Londrina       |
| 7    | Clube Atlético Primavera                | Curitiba       |
| 8    | Jandaia Esporte Clube                   | Jandaia do Sul |
| 9    | Clube Atlético Seleto                   | Paranaguá      |
| 10   | São Paulo Futebol Clube                 | Londrina       |
| 11   | Grêmio Esportivo e Recreativo Apucarana | Apucarana      |
| 12   | Clube Atlético Paranaense               | Curitiba       |

## Regulamento
O campeonato foi disputado em grupo único e com seus participantes jogando entre si, em turno e returno. Como terminaram as duas fases (turno e returno) empatados em primeiro lugar, os times do G.E. Maringá e E.C. Água Verde realizaram jogos extras para conhecer o campeão. 
Com relação a descenso: o regulamento inicial previa rebaixamento do 12º colocado, e nesse ano foi o Atlético Paranaense, mas por iniciativa dos rivais o clube permaneceu na Primeira Divisão.

## Final
Para conhecer o campeão de 1967 foi necessária a realização de três partidas extras, pois duas equipes terminaram empatados, tanto no turno como no returno do campeonato.
Esporte Clube Água Verde e Grêmio Esportivo Maringá se enfrentaram nas finais do campeonato nos dias 10 e 17 de dezembro de 1967 com dois empates: 0x0 em Maringá (10/12) e 2x2 em Curitiba (17/12).
A finalíssima ocorreu em Curitiba no dia 19 de dezembro de 1967 com o resultado de 1x0 para o E.C. Água Verde e desta forma o alviverde curitibano sagrou-se campeão estadual.

## Campeão
| Campeão Paranaense de 1967         |
| ---------------------------------- |
| Esporte Clube Água Verde 1° Título |